# Ángel Pastor
Ángel Pastor Gómez,  né à Ocaña (Espagne, province de Tolède) le 15 juin 1850, mort à Aranjuez (Espagne, province de Madrid) le 7 avril 1900, était un matador espagnol.

## Carrière
Il débute comme banderillero à Madrid le 31 mars 1872 dans la cuadrilla de Cayetano Sanz qui va lui apprendre son métier de matador.
En 1873, il entre dans la cuadrilla de « Frascuelo » où il tue deux toros en 1876. Cette même année, c'est « Lagartijo » qui lui donne l'alternative  le 22 octobre à Cordoue où il torée ce jour-là en compagnie de « Lagartijo », « Frascuelo » et « Chicorro ».
Après son alternative de 1880 à 1882, il obtient de grands succès à Madrid. On le retrouve dans les cartels les plus prestigieux avec « El Gallo », « Cara-Ancha » et d'autres matadors célèbres. Mais vers la fin des années 1880, son étoile décline. Il paraît une dernière fois à Madrid avant de se présenter dans les Arènes de la rue Pergolèse à Paris en 1890. Il se retire du ruedo cette année-là pour vivre à Aranjuez où il meurt à l'âge de cinquante ans.